# Pochybná sláva
Pochybná sláva (orig. Infamous) je americký dramatický film z roku 2006 natočený podle knihy George Plimptona Capote: In Which Various Friends, Enemies, Acquaintances and Detractors Recall His Turbulent Career. Film se věnuje době od konce 50. let do poloviny 60. let 20. století, během kterých se Truman Capote věnuje psaní svého bestselleru Chladnokrevně.

## Děj
Truman Capote, známý v newyorské společnosti díky svému vtipu a módnímu vkusu stejně jako je znám v literárních kruzích díky svým knihám, si v New York Times přečte o vraždě farmářské rodiny v Holcombu v Kansasu. Zvědavý na to, jak budou místní reagovat na masakr ve svém středu, se tam Truman se svou kamarádkou Nelle Harper Leeovou, aby je mohl vyzpovídat a napsat článek do časopisu. Když tam dorazí, přijde na to, že by mohl mít dostatek materiálu pro pravdivý román.
Capote, jehož oblečení i chování pobaví i děsí místní úředníky, používá Nelle jako nárazník mezi ním a těmi, jejichž důvěru potřebuje získat, aby měl co nejvíce informací. Detektiv Alvin Dewey s ním nejdříve odmítá spolupracovat, ale jeho žena ho pak spolu s Nelle pozve na vánoční večeři. Své hostitele si Capote získá historkami o Humphrey Bogartovi, Johnu Hustonovi, Avě Gardner. Díky tomu může Capote navštívit v celách, když jsou dopadeni, obviněné Richarda Hicocka a Perryho Smithe. Obvinění jsou shledáni vinnými a začíná proces odvolávání.
Capote pomalu získává Smithovu důvěru. Cítí s jeho nešťastným dětstvím, a jeho kajícného chování, skutečné upřímnosti a zjevná inteligence na něj zapůsobí. Postupně vyjdou najevo i Smithovi city ke Capotemu, ačkoli ten těžko vychází se svými emocemi. Smith se potom dozví, že chce Capote knihu nazvat Chladnokrevně, a proto se domnívá, že si Capote myslí, že je nemilosrdný vrah. Vtekle tedy Capoteho napadne a téměř ho znásilní.
Smith vytrvale odmítá popsat noc, kdy vraždili, což Capoteho rozčiluje. Zdá se, že to nechce zjistit jen proto, aby mohl dopsat svou knihu, ale také proto, že nemůže uvěřit, jak někdo milovaný může být vinen takovým činem. Smith se nakonec podvolí a vše mu prozradí.
Truman zjistí, že se nachází v osobním a profesionálním dilematu. Chce, aby byl Smith odsouzen "pouze" na doživotí, ale zároveň ví, že, kdyby byl oběšen, více by to uspokojilo jeho čtenáře. Smith a Hicock pak Capota požádají, aby byl přítomen u jejich popravy a on souhlasí. Poté zjistí, že Smith odkázal svůj skrovný majetek jemu a mezi ním najde obrázek sebe namalovaný vrahem.

## Obsazení
| Toby Jones           | Truman Capote   |
| Sandra Bullock       | Harper Lee      |
| Lee Pace             | Richard Hickock |
| Daniel Craig         | Perry Smith     |
| Jeff Daniels         | Alvin Dewey     |
| Peter Bogdanovich    | Bennett Cerf    |
| Hope Davis           | Slim Keith      |
| Isabella Rossellini  | Marella Agnelli |
| Juliet Stevenson     | Diana Vreeland  |
| Sigourney Weaver     | Babe Paley      |
| Michael Panes        | Gore Vidal      |
| John Benjamin Hickey | Jack Dunphy     |
| Gwyneth Paltrow      | Kitty Dean      |